# Banjaraha
Banjaraha – gaun wikas samiti w środkowej części Nepalu w strefie Narajani w dystrykcie Rautahat. Według nepalskiego spisu powszechnego z 2001 roku liczył on 386 gospodarstw domowych i 2452 mieszkańców (1149 kobiet i 1303 mężczyzn).